# Фучуньцзян
Фучуньцзя́н (кит. упр. 富春江, пиньинь Fùchūn jiāng, в верховье Тунцзян (кит. упр. 桐江, пиньинь Tóng jiāng), в низовье Цяньтанцзян (кит. упр. 钱塘江, пиньинь Qiántáng jiāng)) — река на юго-востоке КНР в провинции Чжэцзян. В древности река также носила название Чжэцзян, от которого впоследствии и произошло название появившейся в XIV веке провинции Чжэцзян. Водосборный бассейн — 55 600 км². Средний расход воды — 1400 м³/с.

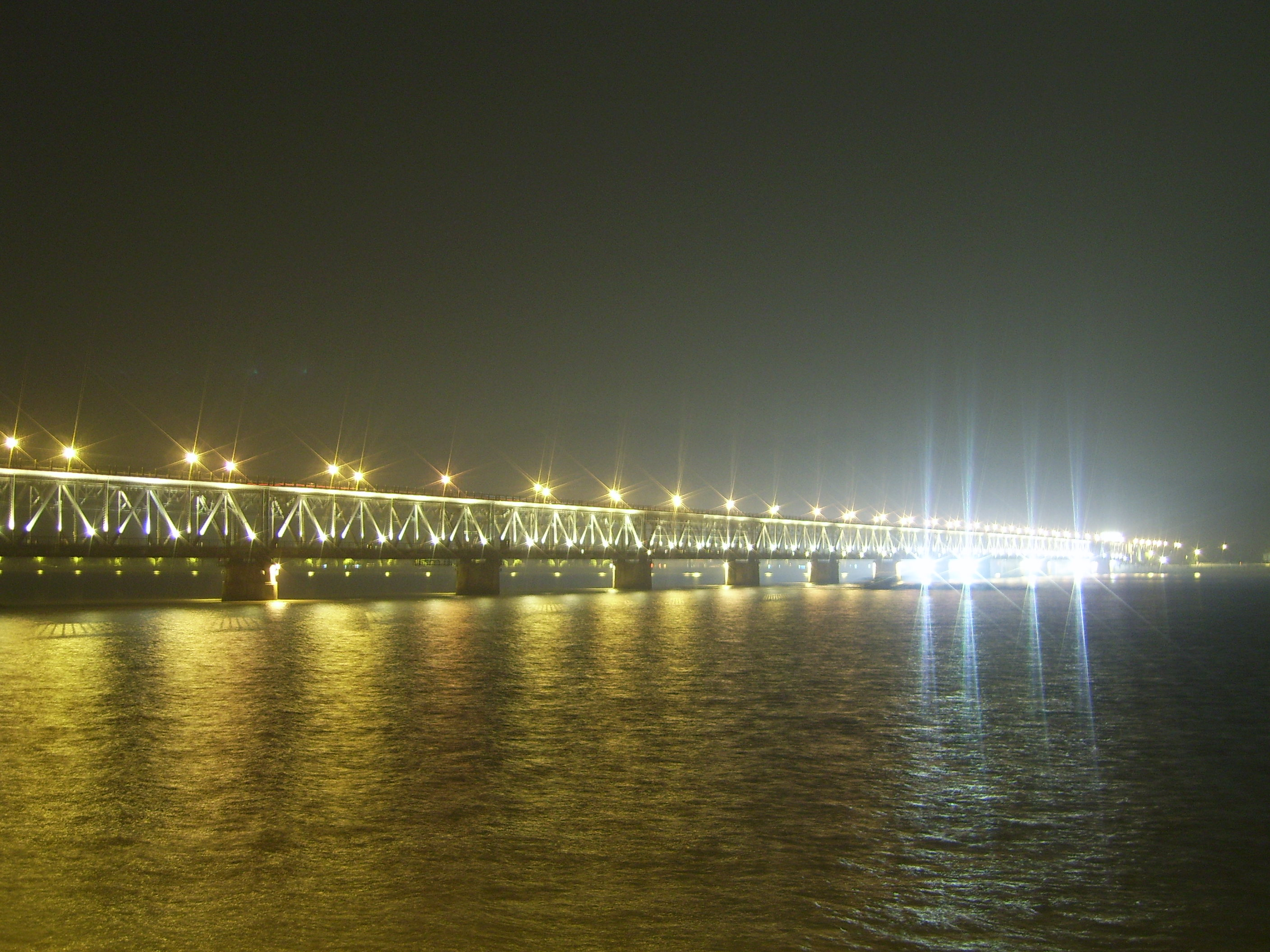
Мост через Цяньтанцзян

Образуется от слияния рек Синьаньцзян и Ланьцзян. В верховье расположено одноимённое водохранилище Фучуньцзян руслового типа протяжённостью 26,5 км.
Протекает через Ханчжоу, административный центр провинции, и впадает в залив Ханчжоувань Восточно-Китайского моря.
Река является важной транспортной артерией, через которую северо-восточная часть провинции сообщается с морем.
Река известна самой большой в мире приливной волной. Приливная волна высотой до 9 метров распространяется вверх по реке со скоростью до 40 км/ч, что иногда приводит к человеческим жертвам. Большой прилив наблюдается в 8-м месяце лунного календаря.
В районе Ханчжоу река соединяется с южным окончанием Великого Китайского канала.